# Hemaris affinis
Hemaris affinis is een vlinder uit de familie van de pijlstaarten (Sphingidae). De wetenschappelijke naam van de soort werd in 1861 gepubliceerd door Otto Vasilievich Bremer.